# Sainte-Brigide-d'Iberville
Sainte-Brigide-d'Iberville è un comune del Canada, situato nella provincia del Québec, nella regione di Montérégie.